# ڞ
Le tsa ou ṣād trois points suscrits ‹ ڞ › est une lettre de l'alphabet arabe utilisée dans l’écriture du soqotri, du tachelhit, dans l’écriture de certaines langues chinoises avec le xiao'erjing, et parfois utilisée dans l’écriture du bourouchaski. Elle est composée d’un ṣād ‹ ص › diacrité de trois points souscrits.

## Utilisation
Dans le xiao'erjing, ‹ ڞ › représente une consonne affriquée alvéolaire sourde aspirée [t͡sʰ].
En tachelhit, ‹ ڞ › représente une consonne fricative alvéolaire voisée emphatique [zˤ].